# Michael Wiescher

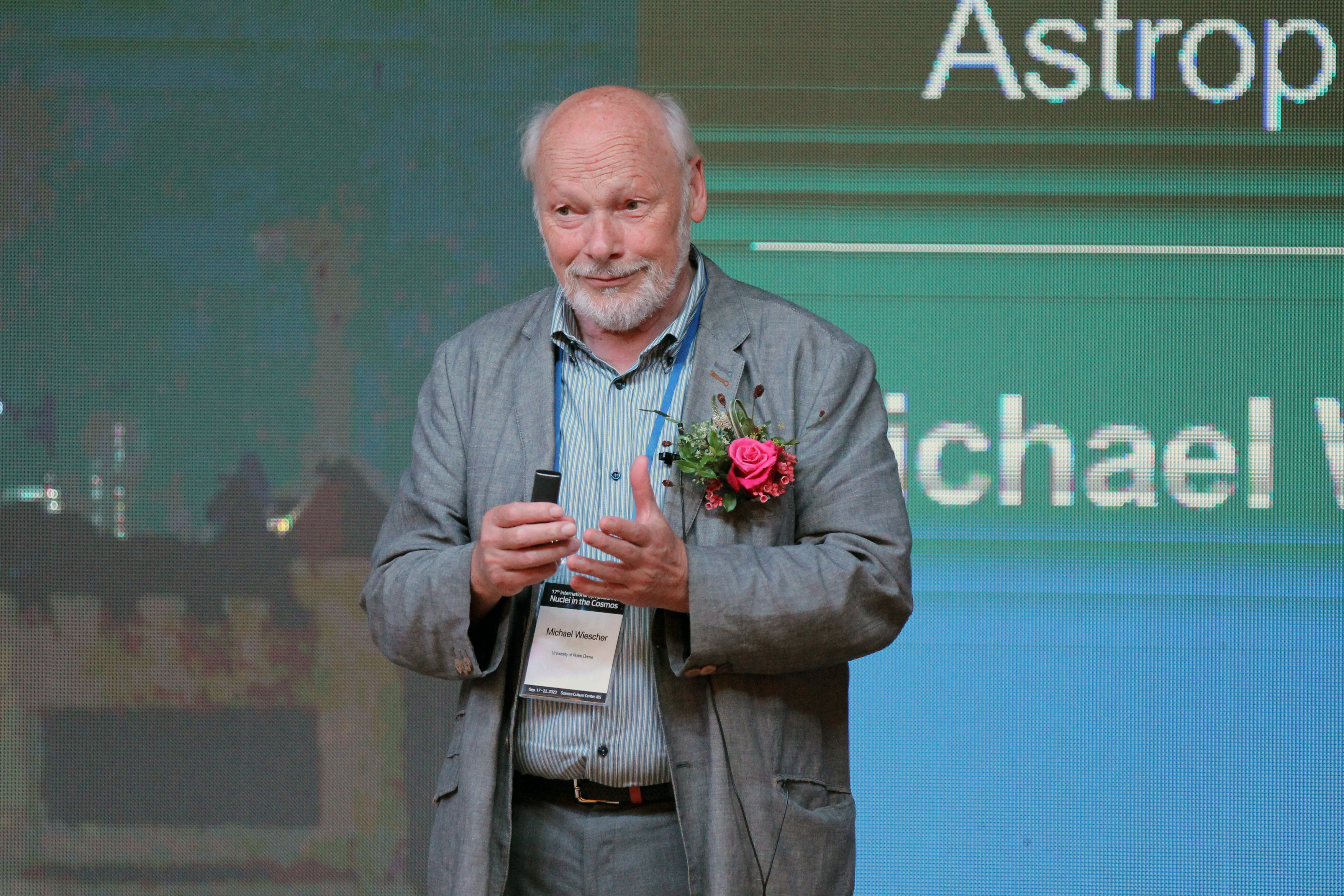
Michael Wiescher am Institute for Basic Science.

Michael C. F. Wiescher (* 1949 in Wuppertal) ist ein deutsch-US-amerikanischer Experimentalphysiker, der sich mit nuklearer Astrophysik beschäftigt.

## Leben und Werk
Wiescher studierte nach dem Abitur 1969 in Münchberg an der Universität Münster, wo er 1975 sein Diplom (in Festkörperphysik) erwarb und 1980 über Fusionsprozesse in massereichen Sternen promovierte (summa cum laude) bei Claus Rolfs (Measurement of the Reactions in the CNO Cycles). Als Post-Doc war er an der Ohio State University (1980–1983), der Universität Mainz (1983 bis 1985 bei Karl-Ludwig Kratz) und am Caltech (Kellogg Laboratory 1985–1986). Ab 1986 war er an der University of Notre Dame, wo er Freiman Professor für Physik ist. Er ist Direktor des Joint Institute for Nuclear Astrophysics (JINA) der Universität Notre Dame, der Michigan State University und der University of Chicago. Er ist auch Adjunct Professor an der Michigan State University und der University of Surrey.
Er untersucht experimentell für die Astrophysik (etwa Supernovae und Novae, Röntgen-Burster, der Bildung von Neutronensternen und Energieerzeugung in Sternen, zum Beispiel AGB Sterne) wichtige Kernreaktionsraten und ist Autor von über 250 Forschungsaufsätzen (2009). Dabei ist er auch an der Planung neuer Beschleuniger speziell für Untersuchungen in nuklearer Astrophysik beteiligt, speziell zur Untersuchung von Kernreaktionen und Kernstruktur Kerne weit ab von den stabilen Bereichen.
Er ist Fellow der American Physical Society und der American Association for the Advancement of Science sowie Mitglied der Humboldt-Gesellschaft. 2003 erhielt er den Hans-A.-Bethe-Preis. Seit 2017 ist er auswärtiges Mitglied der Academia Europaea.
Darüber hinaus verfasst er lokalhistorische Schriften über seinen Geburtsort Wuppertal.

## Schriften

### Physikwissenschaft
- mit F. Käppeler, F. Thielemann Current Quests in nuclear astrophysics and experimental approaches, Annual Review Particle Nuclear Science, Bd. 48, 1998, S. 175
- Wiescher Cosmic Alchemy in the Laboratory, APS
- mit Karlheinz Langanke Nuclear Reactions and Stellar Processes, Reports Progress Physics, Bd. 64, 2001, S. 1657
- Opportunities in nuclear astrophysics, White Paper 1999, PDF-Datei

### Lokalhistorisches
- Bauern, Weber, Arbeiter – Zur Geschichte der Südhöhen in Barmen, Verlag H.-J. Momberger, Wuppertal 2014, ISBN 978-3-940439-60-4